# Амазон жовтощокий
Амазон жовтощокий (Amazona autumnalis) — птах родини папугових.

## Зовнішній вигляд

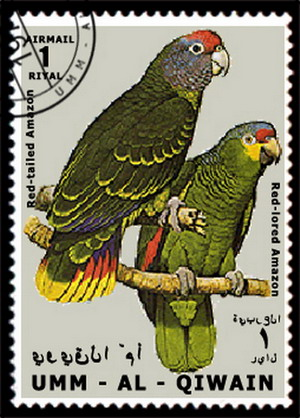
Червонолобий амазон (праворуч) на марці Умм-ель-Кайвайну. Ліворуч зображений бразильський амазон

Довжина тіла 34-36 см, хвоста 11 см; вага 310—480 г. Основне забарвлення зелене, верх голови з синюватим відтінком і чорною облямівкою на потилиці. Чоло й кільце навколо очей — червоні, щоки золотисто-жовті. Лабети сірі. Райдужка жовтогаряча. Піддзьобок сіро-кісткового кольору, наддзьобок — кістково-сірого кольору.

## Розповсюдження
Живе від Північно-західної Бразилії до Південно-східної Мексики.

## Спосіб життя
Населяє рівнинні ліси й передгір'я до висоти 800 м над рівнем моря. Тримається сімейними групами або зграями. Живиться плодами, горіхами, насіннями, а також, цитрусовими, манго й навіть кавовими зернами.

## Розмноження
Гніздо звичайне в дуплах дерев. У кладці 3-4 яйця. Насиджування відбувається 25-26 днів, у гнізді пташенята знаходяться 21-70 днів.